# Johannes Nymark
Johannes Nymark (ur. 21 stycznia 1986) – duński piosenkarz i aktor, były wokalista zespołu Lighthouse X reprezentującego w 2016 Danię w 61. Konkursie Piosenki Eurowizji.

## Życiorys

### Edukacja
Ukończył naukę w nowojorskiej szkole artystycznej William Esper Studio oraz w Duńskiej Szkole Muzycznej (duń. Det Danske Musicalakademi) w mieście Fredericia.

### Kariera
W 2003 zagrał główną rolę w filmie krótkometrażowym pt. Me – The Musical. W 2012 zagrał w dwóch filmach: Over kanten (w roli Daniela) i Hvidsten Gruppen (w roli Svenda Andersena). W 2013 użyczył głosu w filmie Flyvemaskiner. W 2014 zagrał w filmie pt. Steppeulven. W 2015 wcielił się w rolę Andersa Hjortha w filmie Gudsforladt, a także użyczył głosu Księciu w duńskiej wersji językowej filmu Kopciuszek.
W 2012 zagrał tytułową rolę w musicalu Alladyn wystawianym we Fredericia Teater, a potem w Operze Kopenhaskiej. W kolejnych latach wcielił się w główne role w takich spektaklach muzycznych, jak Les Misérables, Singin’ in the Rain czy Młody Frankenstein. Od 2016 gra w musicalu Frøken Nitouche wystawianym w Folketeatret.

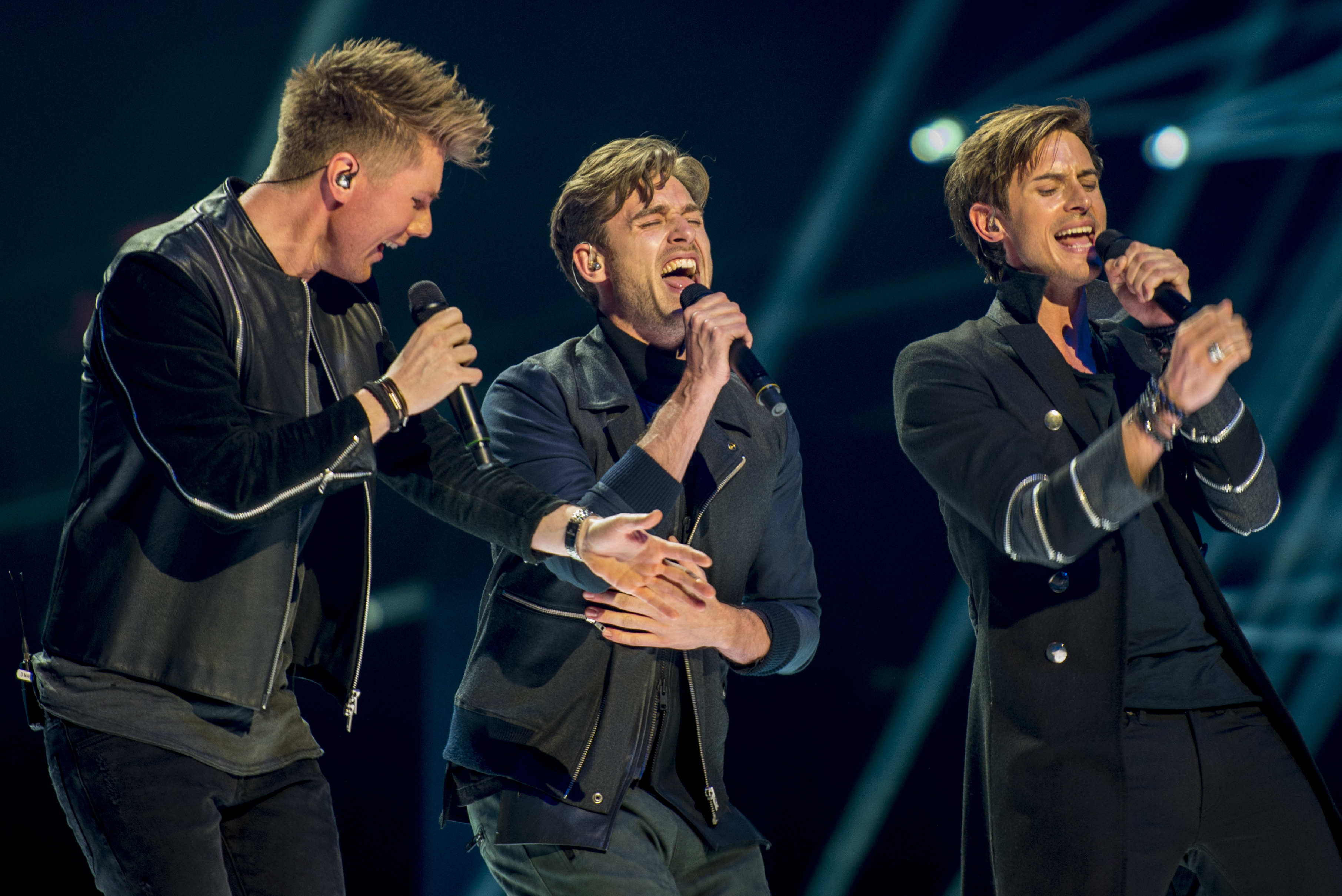
Martin Skriver, Johannes Nymark i Søren Bregendal podczas prób do występu w 61. Konkursie Piosenki Eurowizji, maj 2016

W 2012, razem z Sørenem Bregendalem i Martinem Skriverem założył zespół muzyczny o nazwie Lighthouse X. W październiku 2014 ukazał się ich debiutancki singiel „Kærligheden kalder”, który dotarł do 37. miejsca krajowej listy przebojów Track Top-40. W lutym 2015 ukazał się ich pierwszy minialbum, zatytułowany po prostu Lighthouse X. W lutym 2016 wygrali finał duńskich eliminacji eurowizyjnych Dansk Melodi Grand Prix 2016 z utworem „Soldiers of Love”, dzięki czemu reprezentowali Danię w 61. Konkursie Piosenki Eurowizji organizowanym w Sztokholmie. 12 maja wystąpił z Bregendalem i Skriverem w drugim półfinale konkursu i zajęli przedostatnie, 17. miejsce, przez co nie przeszli do finału. W sierpniu tego samego roku zakończył współpracę z zespołem.
W maju 2014 wystąpił w 59. Konkursie Piosenki Eurowizji jako klawiszowiec podczas występu reprezentującej Włochy Emmy Marrone.

## Życie prywatne
3 lipca 2013 w Las Vegas poślubił tancerza Silasa Holsta. Mają dwoje dzieci, córkę Maggie My (ur. 20 września 2014), którą urodziła im przyjaciółka Holsta, Louise Mahnkopf, i syna Boba Jonesa (ur. 2017). Rozstali się w 2017.
Jesienią 2014 brał udział w jedenastej edycji programu Vild med dans, zajmując w parze z Claudią Rez drugie miejsce w finale. W lutym 2017 prowadził finał duńskich eliminacji eurowizyjnych Dansk Melodi Grand Prix.

## Dyskografia

### Minialbumy (EP)
- Lighthouse X (2015; jako członek Lighthouse X)

## Filmografia

### Role filmowe
- 2003: Me – The Musical
- 2012: Over kanten jako Daniel
- 2012: Hvidsten Gruppen jako Svend Andersen
- 2014: Steppeulven
- 2015: Gudsforladt jako Anders Hjorth

### Dubbing
- 2013: Flyvemaskiner
- 2014: Listonosz Pat i wielki świat
- 2015: Kopciuszek jako Książę